# Ліннік Олена Олегівна
Оле́на Оле́гівна Лі́ннік (нар. 18 лютого 1979 року, Краматорськ) — педагог, доктор педагогічних наук (2016).

## Біографічні дані
Народилася 18 лютого 1979 року в Краматорську.
У 2000 році закінчила Краматорський економіко-гуманітарний інститут. Працювала вчителем. 
З 2004 по 2014 рік працювала в Луганському університеті: з 2007 — доцент кафедри дошкільної та початкової освіти. З 2014 року (з перервою) — у Київському університеті ім. Б. Грінченка: з 2017 — професор кафедри початкової освіти. З 2018 по 2020 рік — державний експерт директорату дошкільної та шкільної освіти Міністерства освіти і науки України.

## Наукова робота
Проводить наукові дослідження організації взаємодії вчителя та учнів, інтерактивних форм професійної підготовки майбутніх педагогів.

### Основні праці
За ЕСУ:
- Методика викладання освітньої галузі «Людина і світ»: навч. посіб. — К., 2010;
- Управління педагогічними системами: навч. посіб. — Лг., 2011;
- Майбутній учитель як суб'єкт педагогічної взаємодії: підготовка до співробітництва з молодшими школярами. — К., 2014;
- Система підготовки майбутнього вчителя до суб'єкт-суб'єктної взаємодії з учнями // Стратегії підготовки фахівців у ВНЗах до роботи з дітьми в сучас. освіт. просторі. — Бердянськ, 2016;
- Формування наскрізних умінь у молодших школярів в умовах реформи «Нова українська школа» // Освіта та розвиток обдаров. особистості. — 2022. — № 2 (співавтор).[2]